# Габон на летних Олимпийских играх 2004
Габон принимал участие в Летних Олимпийских играх 2004 года в Афинах (Греция) в седьмой раз за свою историю, но не завоевал ни одной медали. Страну представляли три мужчины и две женщины.

## Бокс
Спортсменов — 2
| Спортсмен            | Категория | 1/16 финала              | 1/8 финала           | 1/4 финала           | Полуфинал            | Финал                |
| Спортсмен            | Категория | Соперник и результат     | Соперник и результат | Соперник и результат | Соперник и результат | Соперник и результат |
| -------------------- | --------- | ------------------------ | -------------------- | -------------------- | -------------------- | -------------------- |
| Пети Жезус Нгнитедем | 54 кг     | Нестор Болум Пор 17:23   | Не прошёл            | Не прошёл            | Не прошёл            | Не прошёл            |
| Тейлор Мабика        | 81 кг     | Элиас Павлидис Пор 17:32 | Не прошёл            | Не прошёл            | Не прошёл            | Не прошёл            |

## Дзюдо
Спортсменов — 1
Женщины
| Спортсмен             | Категория | 1/16                  | 1/8                   | 1/4                   | 1/2                   | 1-й доп. раунд        | Утешит. четвертьфинал | Утешит. полуфинал     | За 3 место            | Финал                 | Место |
| Спортсмен             | Категория | Соперник Результат    | Соперник Результат    | Соперник Результат    | Соперник Результат    | Соперник Результат    | Соперник Результат    | Соперник Результат    | Соперник Результат    | Соперник Результат    | Место |
| --------------------- | --------- | --------------------- | --------------------- | --------------------- | --------------------- | --------------------- | --------------------- | --------------------- | --------------------- | --------------------- | ----- |
| Мелани Энгоанг Нгуэма | До 78 кг  | Эми Коттон пор. иппон | Закончила выступление | Закончила выступление | Закончила выступление | Закончила выступление | Закончила выступление | Закончила выступление | Закончила выступление | Закончила выступление |       |

## Лёгкая атлетика
Спортсменов — 2
Мужчины
| Спортсмен        | Вид   | Забег     | Забег | Четвертьфинал | Четвертьфинал | Полуфинал | Полуфинал | Финал     | Финал     |
| Спортсмен        | Вид   | Результат | Место | Результат     | Место         | Результат | Место     | Результат | Место     |
| ---------------- | ----- | --------- | ----- | ------------- | ------------- | --------- | --------- | --------- | --------- |
| Уилфрид Бингангу | 100 м | 10,76     | 8     | Не прошёл     | Не прошёл     | Не прошёл | Не прошёл | Не прошёл | Не прошёл |

Женщины
| Спортсмен    | Вид   | Забег     | Забег | Полуфинал | Полуфинал | Финал     | Финал     |
| Спортсмен    | Вид   | Результат | Место | Результат | Место     | Результат | Место     |
| ------------ | ----- | --------- | ----- | --------- | --------- | --------- | --------- |
| Марлиз Нсуру | 800 м | 2:12,35   | 7     | Не прошла | Не прошла | Не прошла | Не прошла |